# جنرال ستلایت
جنرال ستلایت (انگلیسی: General Satellite) شرکت مخابرات روسی است، که در سال ۱۹۹۱ تأسیس شد.